# ريوغا ناكامورا
ريوغا ناكامورا (باليابانية: 中村 龍雅) (مواليد 24 يوليو 2001) هو لاعب كرة قدم ياباني.

## وصلات خارجية
- ريوغا ناكامورا على موقع رابطة كرة القدم اليابانية للمحترفين (اليابانية)
- ريوغا ناكامورا على موقع قاعدة بيانات كرة القدم.إي يو (الإنجليزية)
- ريوغا ناكامورا على موقع Soccerway.com (الإنجليزية)
- ريوغا ناكامورا على موقع عالم كرة القدم.نت (الإنجليزية)